# Igreja Matriz de Barcelos
A Igreja Matriz de Santa Maria de Barcelos, também referida como Igreja Paroquial de Barcelos ou Colegiada de Barcelos, localiza-se na freguesia de Barcelos, Vila Boa e Vila Frescainha (São Martinho e São Pedro), cidade e município do mesmo nome, distrito de Braga, em Portugal.
Construída no século XIV em estilo gótico, a igreja encontra-se no centro histórico da cidade, próximo do Paço dos Condes de Barcelos e do Pelourinho de Barcelos. 
Foi classificada como Monumento Nacional em 1927.

## História
No século XIII já existia uma igreja paroquial em Barcelos no lugar da actual, um edifício em estilo românico de boa qualidade, como demonstrado por vestígios encontrados em restauros da igreja. No século XIV, entre 1325 e 1350, o edifício foi profundamente remodelado em estilo gótico por iniciativa de D. Pedro Afonso, 3.º Conde de Barcelos. O edifício foi novamente reformulado por volta de 1460, quando era conde D. Afonso. Em 1464 foi instituída uma Colegiada na igreja por D. Fernando, 9.º conde de Barcelos.
Em 1495, o rei D. João II designou como prior da Colegiada um sacerdote cristão-novo, Gil da Costa. No início do século XVI, a abside primitiva, de forma semi-circular, foi reconstruída e a capela-mor passou a ter uma planta retangular. A abóbada estrelada no interior possui um bocete com a data de 1504 e o nome do prior Gil da Costa, que provavelmente custeou as obras da nova capela-mor.

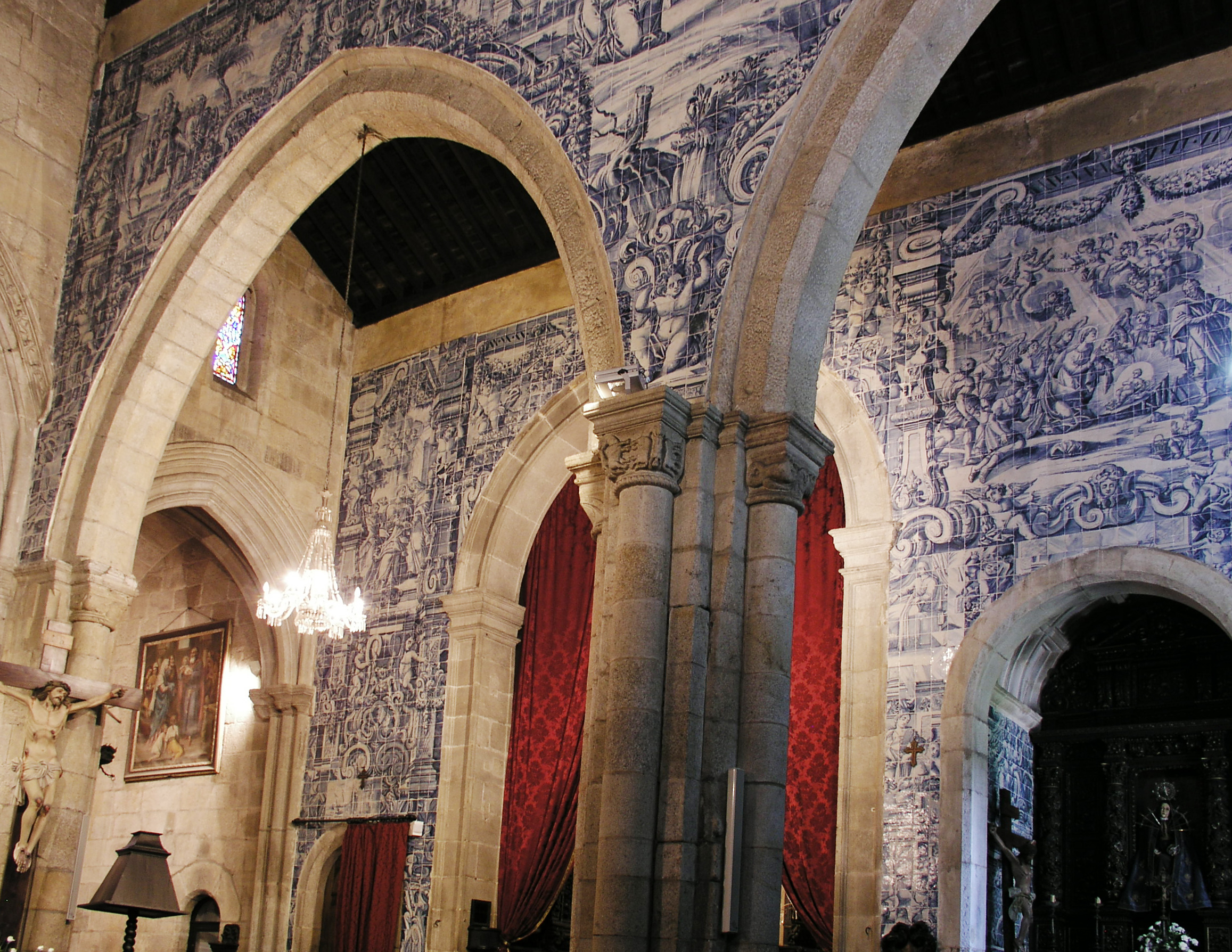
Igreja Matriz, Barcelos: arcadas góticas com azulejos barrocos.

Ao longo dos séculos XVI, XVII e XVIII, a igreja foi enriquecida com muitas capelas com retábulos em diversos estilos, além de monumentos funerários. Na primeira metade do século XVIII foi levantada a actual torre sineira, utilizando pedra extraída do vizinho Paço dos Condes de Barcelos, e a antiga rosácea gótica da fachada foi substituída por janelas rectangulares. Grande parte do interior foi, também no início do século XVIII, revestido com painéis de azulejos brancos e azuis, encomendados a oficinas lisboetas. Em 1727 foi instalado o órgão, construído por Frei Manuel de São Bento e com caixa de talha esculpida por Miguel Coelho.
Em 1869, a Colegiada de Barcelos foi extinta. Na primeira metade do século XX a igreja passou por um grande restauro que tentou restituir parte da forma primitiva do edifício. As capelas da abside foram refeitas em estilo neogótico, o coro-alto foi suprimido e o órgão foi movido para o lugar de um antigo altar. Na fachada principal foi construída uma rosácea neogótica sobre o portal, eliminando-se as janelas do século XVIII.

## Arquitetura e arte
A Matriz de Barcelos é um edifício do século XIV de perfil arcaico, situado estilisticamente na transição entre o românico e o gótico. Em parte, isso se deve a que a igreja é o resultado de uma remodelação de um edifício anterior. O caráter de transição é observado, por exemplo, nos pesados contrafortes de tipo românico que ladeiam o corpo avançado da fachada que, à maneira de um alfiz, enquadra o portal. O portal não possui tímpano, uma característica gótica, mas os capitéis mostram uma mescla de motivos historiados românicos (aves bebendo de um vaso, animais ferozes a devorar outros personagens) com motivos vegetalistas naturalistas, mais típicos do gótico.
Sobre a portada situa-se a rosácea neogótica, instalada durante os restauros do século XX, e à direita da igreja levanta-se uma torre sineira do século XVIII. Externamente a igreja apresenta uma série de volumes de diferentes épocas, que correspondem à sacristia e a diversas capelas dos séculos XVI, XVII e XVIII. As três capelas da cabeceira tem um aspecto exterior neogótico, resultado dos restauros do século XX. Um dos portais laterais com nicho é de feição maneirista, do século XVII.

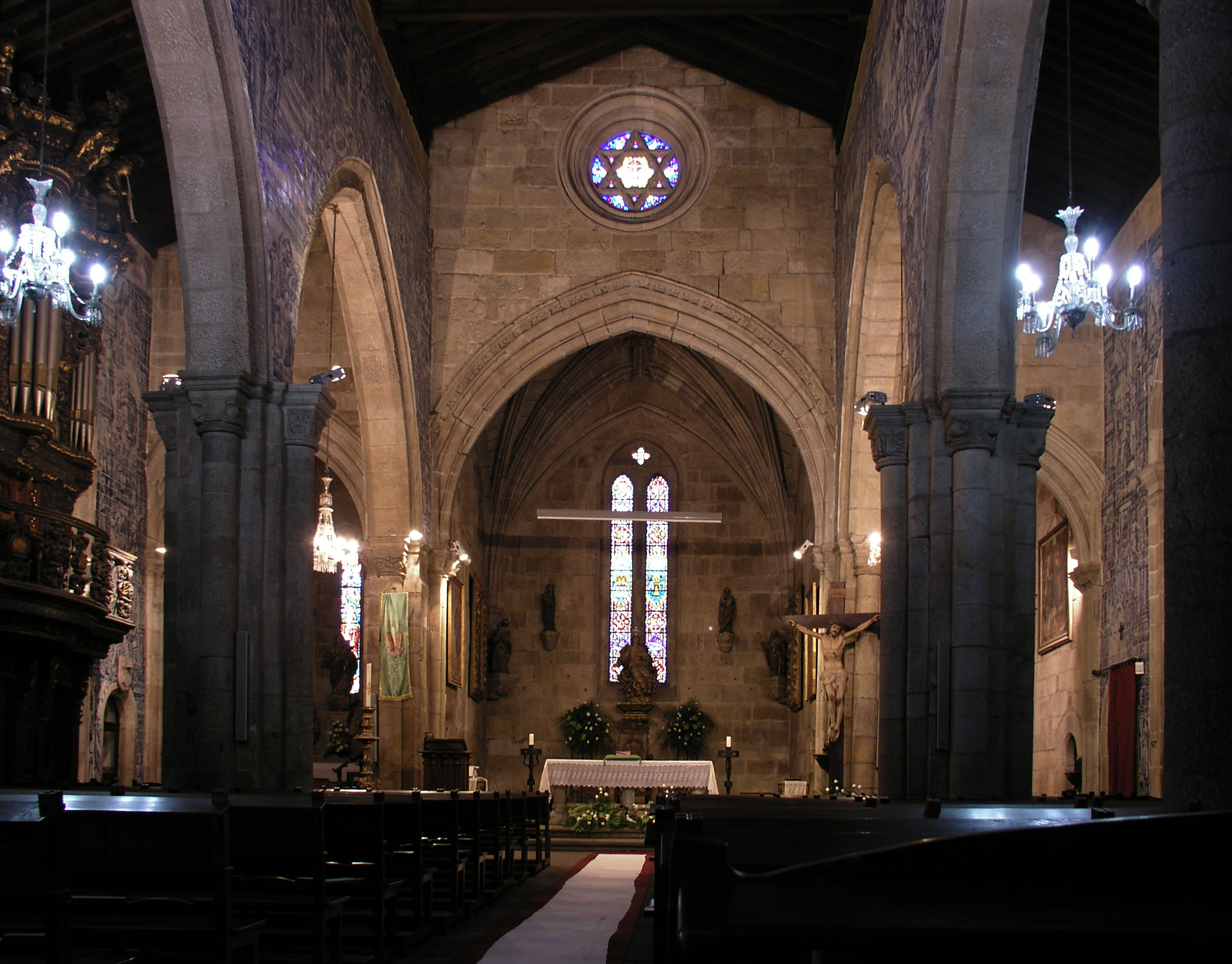
Interior da Matriz vista em direcção da capela-mor

O interior é constituído por três naves, onde se destacam catorze painéis formados por diversos azulejos azuis e brancos setecentistas (século XVIII). Existiam mais painéis, mas foram retirados durante as remodelações efetuadas no início do século XX.
Entre as imagens referem-se as de:
- Nossa Senhora da Assunção – duas imagens, em que a mais recente data do século XVIII;
- Senhora da Franqueira – de meados do século XV. Nesta imagem a Senhora tem ao colo o Menino;
- uma em pedra de Ançã do século XIV.